# Премия RU.TV 2012
2-я ежегодная национальная телевизионная Русская Музыкальная Премия телеканала RU.TV 2012 состоялась 29 сентября 2012 года в Crocus City Hall. Ведущими премии были Николай Басков и Глюк’oZa.

## Голосование
Голосовать зрители могли онлайн (с помощью интернета) и с помощью sms-сообщений.

## Выступления
- DJ Smash и Винтаж — «Москва»
- Иван Дорн — «Идолом»
- Эмин — «Сердце бьётся»
- Григорий Лепс — «Водопадом»
- Каста — «Сочиняй мечты»
- Валерия и Николай Басков — «Сохранив любовь»
- Serebro — «Мама Люба»
- Пающие трусы — «Василёк»
- Нюша — «Воспоминание»
- Полина Гагарина — «Спектакль окончен»

## Номинации

### Лучший старт
- «До утра (Поставит Басту)» — Даша Суворова
- «Стыцамэн» — Иван Дорн
- «Скажи как мне жить» — In2nation
- «Всё решено» — Elvira T
- «Розы тёмно-алые» — Лоя

### Лучший дуэт
- «Сохранив любовь» — Валерия и Николай Басков
- «Ты похудела» — Quest Pistols и Лолита
- «Прогноз погоды» — Дискотека Авария и Кристина Орбакайте
- «Я хочу побить посуду» — Чи-Ли и Гоша Куценко
- «Любовь на бис» — Зара и Александр Розенбаум

### Лучшая группа
- «Винтаж»
- «Quest Pistols»
- "ВИА Гра
- Потап и Настя
- «Serebro

### Лучший рингтон
- „Алло, мам!“ — ВИА Гра
- „Мама Люба“ — Serebro
- „Спектакль окончен“ — Полина Гагарина
- „Мы расстались с тобой“ — Стас Пьеха
- „Стыцамэн“ — Иван Дорн

### Лучший хип-хоп хит
- „Сочиняй мечты“ — Каста
- „Райские яблоки“ — Баста
- „Вселенная бесконечна“ — Noize MC
- „Ты больше не моя“ — Dino MC 47 и David
- „Сандали“ — Бумбокс

### Лучший видеоклип
- „Деревья“ — Винтаж
- „Задыхаюсь“ — Дима Билан
- „Разные“ — Quest Pistols
- „Пусть пригодится“ — Каста
- „Кошка“ — Глюк’oZa

### Самое сексуальное видео
- „Sexy bambina“ — Вера Брежнева
- „В играх ночей“ — Kottova
- „Странник“ — Николай Басков
- „Мой порок“ — Глюк’oZa
- „Любить за двоих“ — Oksi

### Лучший танцевальный трек
- „Там, где ты“ — DJ M.E.G. и Карина Кокс
- „Москва“ — DJ Smash и Винтаж
- „Карнавал“ — Дискотека Авария, Джиган и Вика Крутая
- „Выше“ — Нюша
- „Мама Люба“ — Serebro

### Лучшая песня
- „Около тебя“ — Ёлка
- „Лишь до утра“ — Дан Балан
- „Задыхаюсь“ — Дима Билан
- „Если вдруг“ — Потап и Настя Каменских
- „Выше“ —Нюша

### Лучший певец
- „Валерий Меладзе“
- „Дима Билан“
- „Дан Балан“
- „Филипп Киркоров“
- Григорий Лепс»

### Лучшая певица
- «МакSим
- Нюша
- „Ёлка“
- „Вера Брежнева“
- „Ева Польна“

### Креатив года
- „Глаза-убийцы“ — Макс Барских
- „Разные“ — Quest Pistols
- „Мама Люба“ — Serebro
- „Странник“ — Николай Басков
- „Василёк“ — Пающие трусы

### Лучший концертный тур
- „Филипп Киркоров“
- Дима Билан»
- «Валерия»
- Григорий Лепс"
- «Анита Цой»

### Лучшая поп-рок группа
- «Би-2»
- «Звери»
- «Ляпис Трубецкой»
- «Хаки»
- «Градусы»

## Специальные призы

### Лучший артист года
Победитель: Григорий Лепс

### Выбор поколений
Победитель: Филипп Киркоров

### Самый сексуальный певец
Победитель: Дан Балан

### Лучший актёр года
Победитель: Гоша Куценко

### Лучший режиссёр
Победитель: Сергей Ткаченко